# ماركوس هويل
ماركوس هويل هو لاعب كرة القدم الكندية كندي، ولد في 21 أبريل 1975 في وينيبيغ في كندا.